# Герб Гамбурга

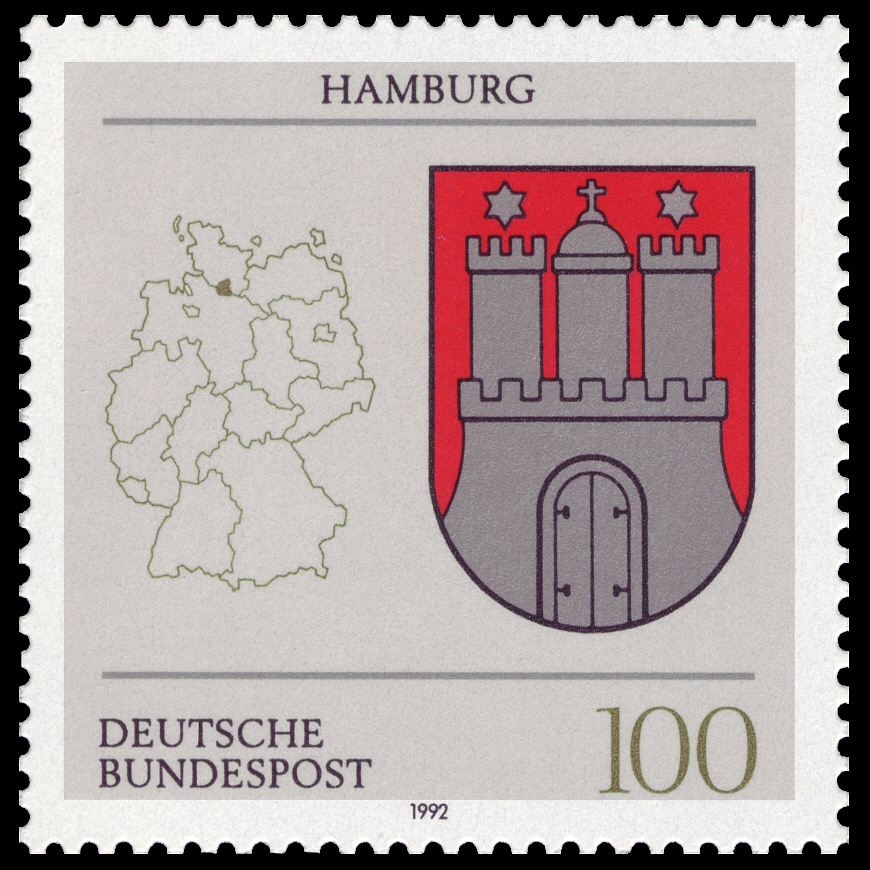
Почтовая марка 1992 года из серии Гербы земель Федеративной Республики Германии

Герб Гамбурга — официальный символ земли и города Гамбург. Герб и флаг регулируются Конституцией Гамбурга (статья 5) и законом.

## Описание
На малом гербе изображён замок белого цвета на красном щите с тремя башнями. На вершинах боковых башен звёзды, а на средней башне — крест.
На большом гербе к элементам среднего герба добавлены два льва, стоящие на постаменте.

## История
Самый старый герб Гамбурга сохранился на городских печатях XII и XIII веков.
Первый герб, изображённый на городской печати, датируемой 1241 годом, изображает в центре проездную башню с закрытыми воротами, по бокам — две башни на городской стене с шестиконечной звездой над каждой башней. Крепость на гербе интерпретируется как стилизованное представление собора Пресвятой Девы Марии, а шестиконечные звёзды, традиционные для немецкой геральдики — как «звёзды Девы Марии» (нем. Mariensterne).
В народной традиции увязывается символика гербов Бремена и Гамбурга, и шутливо отмечается, что «Гамбург — это ворота в мир, но ключ от них в Бремене». Оба вольных города являлись крупнейшими членами Ганзы и до теперешнего дня используют в гербах традиционные ганзейские цвета — белый и красный.

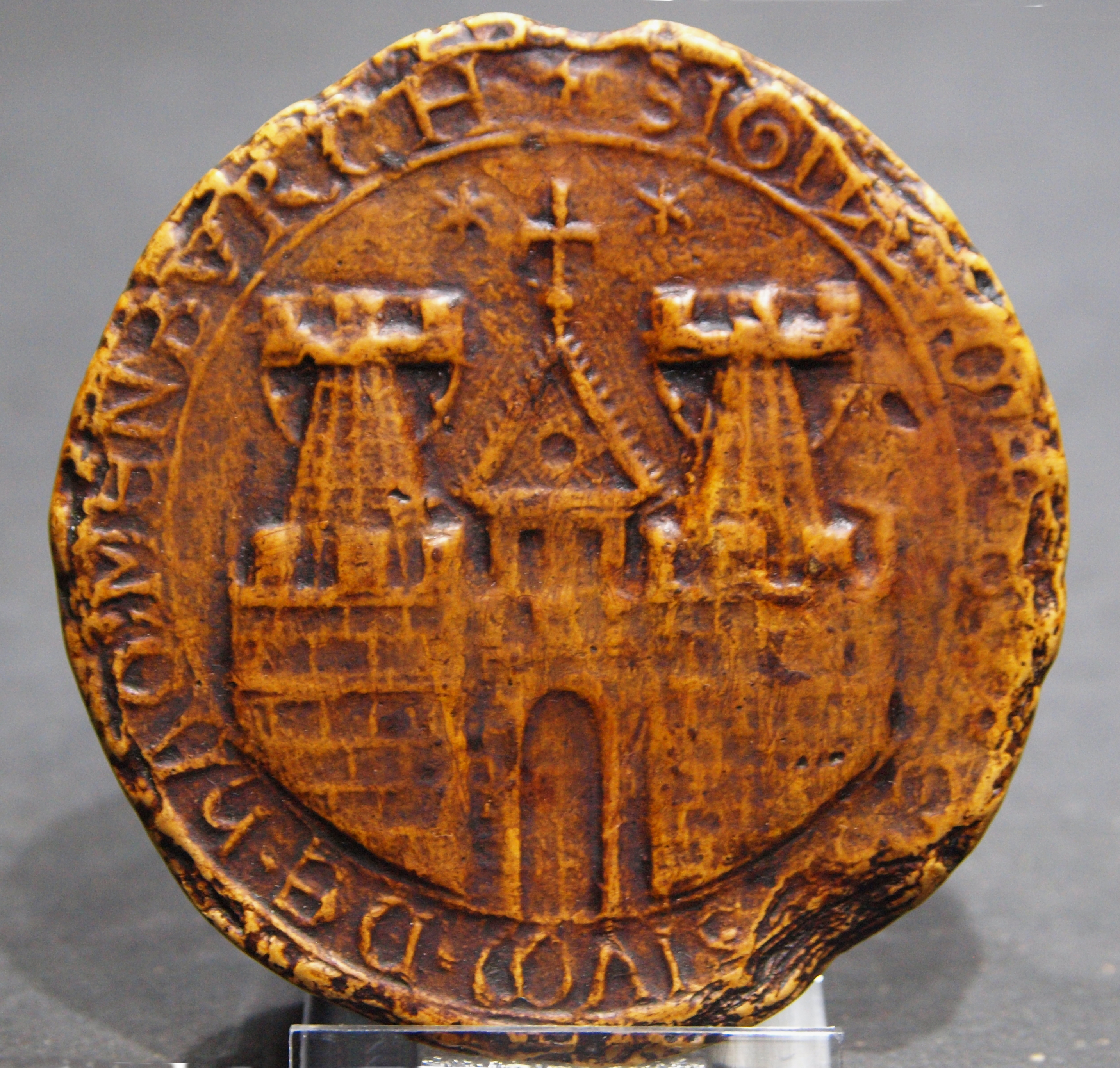
Первая известная печать 1241 года (реплика)
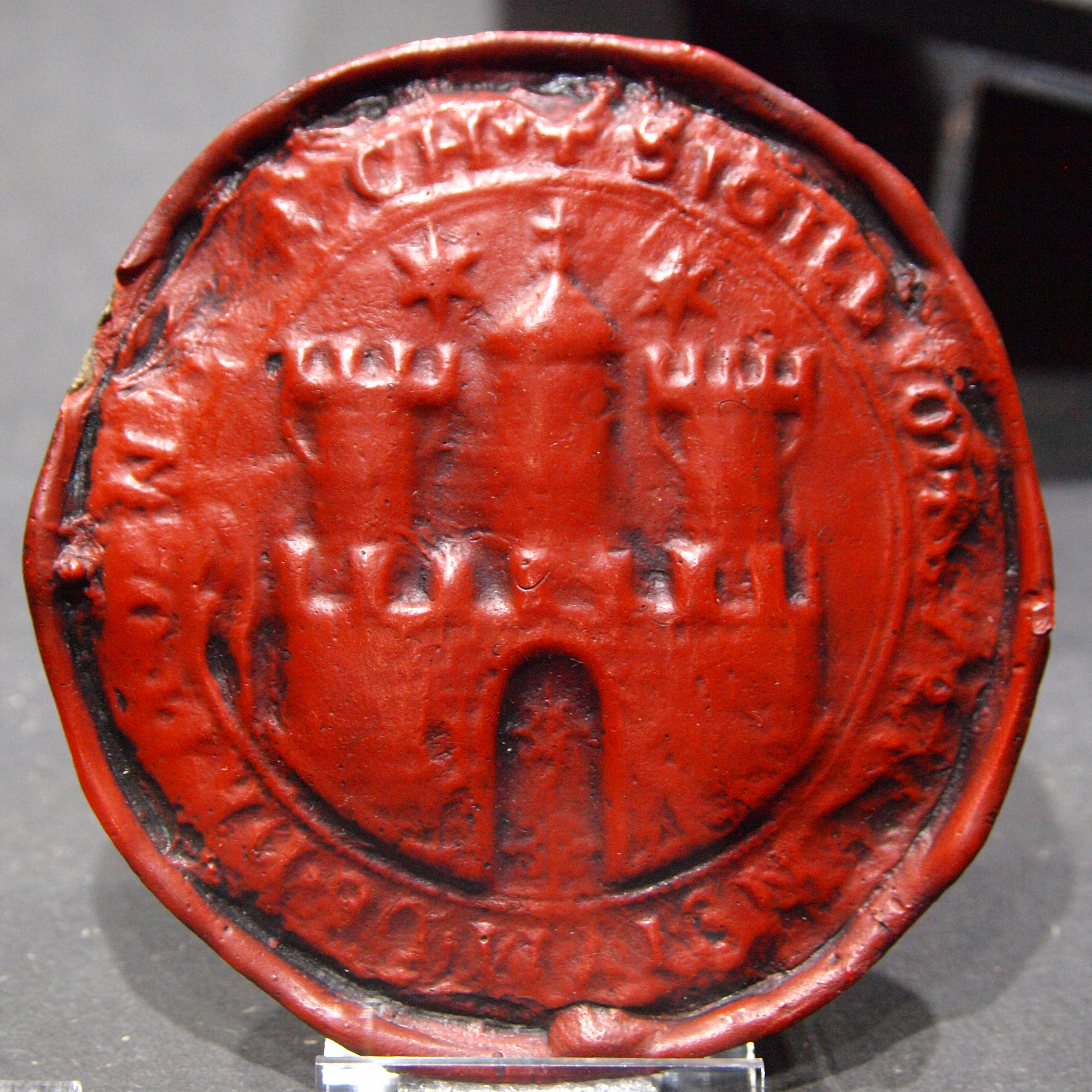
Вторая печать 1253/55 года (реплика)
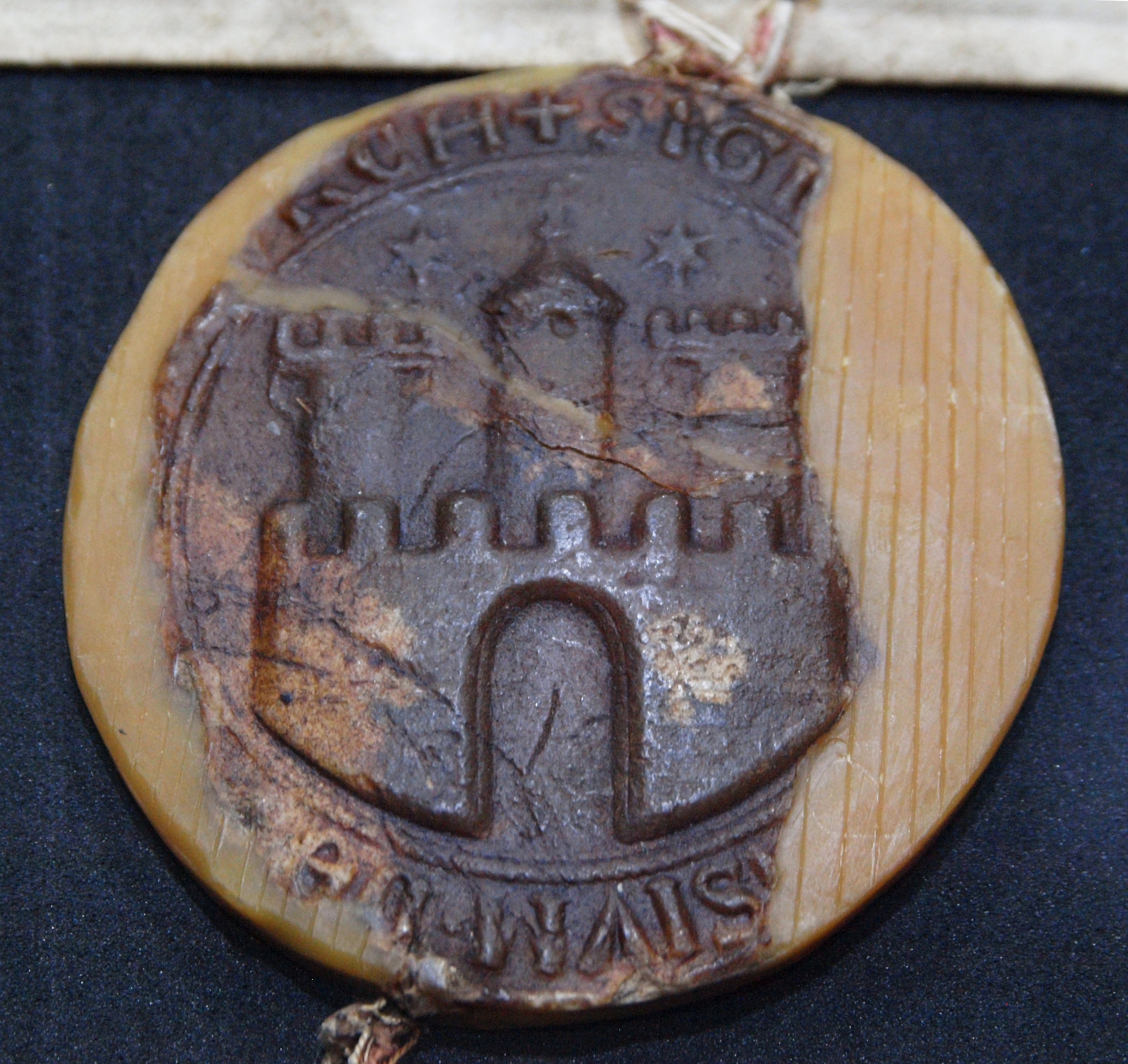
Третья печать 1264 года
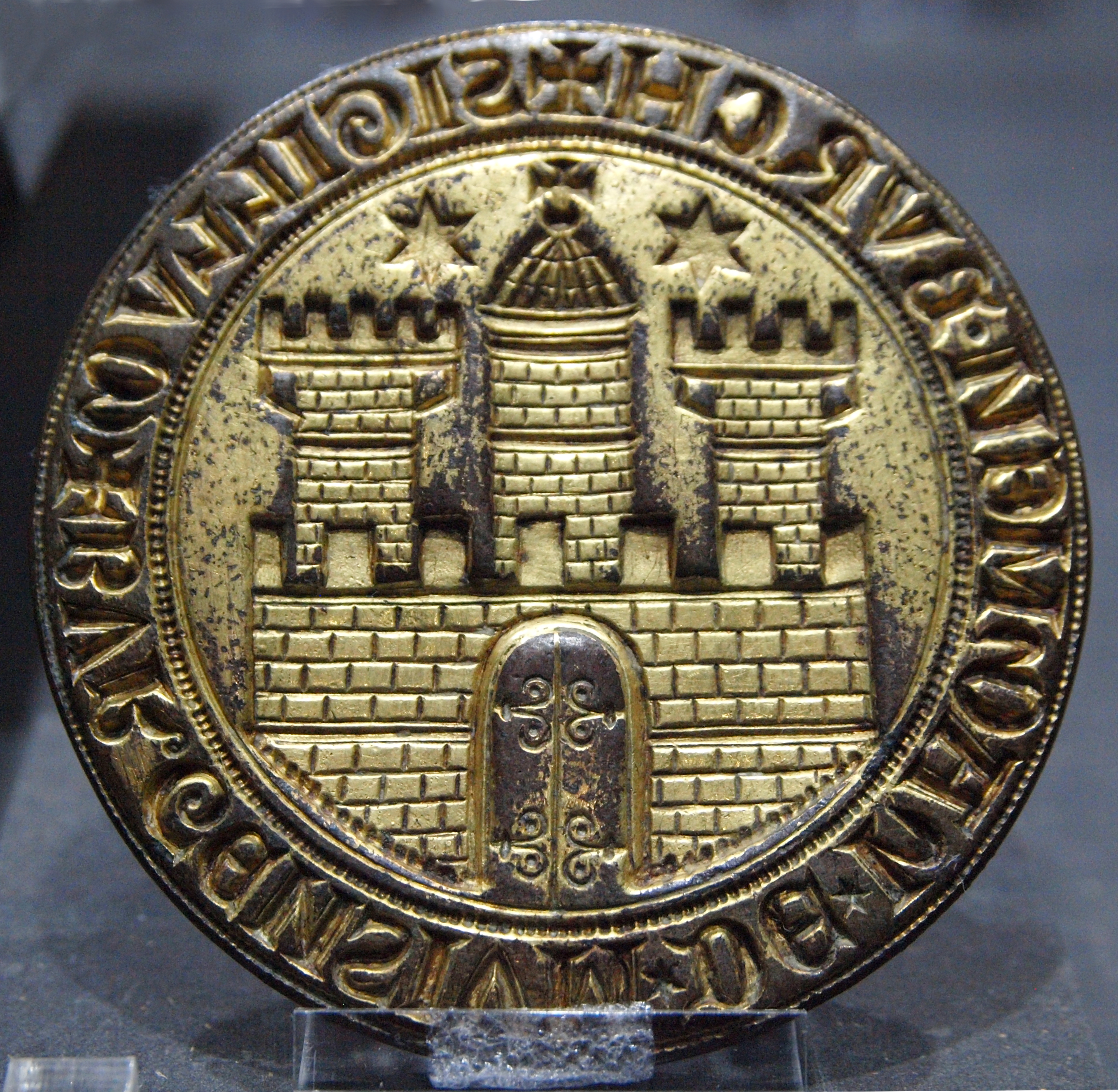
Четвёртая печать 1304 года (Археологический музей Гамбурга)

Текущая цветовая схема была определена в 1751 году, а в 1834 году изображения ворот и башен были стандартизированы Сенатом Гамбурга и с небольшими изменениями дошли до наших дней.

## Использование
Большой герб может использоваться только Парламентом Гамбурга, Сенатом, Конституционным судом, Ганзейским высшим земельным судом и земельным судом Гамбурга.